# Rolf Heißler
Rolf Gerhard Heißler (* 3. Juni 1948 in Bayreuth als Rolf Gerhard Leberwurst; † 18. Mai 2023 in Offenbach am Main) war ein deutscher Terrorist und Mitglied der zweiten Generation der Rote Armee Fraktion (RAF). 1982 wurde er wegen der Ermordung von zwei niederländischen Zollbeamten zu einer lebenslangen Freiheitsstrafe verurteilt und 2001 entlassen.

## Leben

### Vor und bei der RAF
Heißler wurde als Rolf Gerhard Leberwurst geboren. 1959 ließ die Familie ihren Namen in Heißler ändern. Heißlers Vater war Studienrat.
Nach dem Abitur am Gymnasium Andreanum in Hildesheim verpflichtete sich Rolf Heißler zum zweijährigen Wehrdienst bei der Bundeswehr, aus dem er im April 1967 aus gesundheitlichen Gründen vorzeitig entlassen wurde. Anschließend begann er ein Studium an der Philosophischen Fakultät der Universität München. Er lernte Brigitte Mohnhaupt kennen, mit der er von 1968 bis 1970 verheiratet war, und wurde Mitglied der Tupamaros München. Durch Mohnhaupt kam er zur RAF und verübte am 13. April 1971 einen Banküberfall auf die Bayerische Hypotheken- und Wechsel-Bank in München, bei dem er den Fluchtwagen fuhr und für den er 1972 zu einer sechsjährigen Freiheitsstrafe verurteilt wurde. Gemeinsam mit Mitgliedern der Bewegung 2. Juni wurde Rolf Heißler durch die Entführung des Berliner CDU-Politikers Peter Lorenz freigepresst und am 2. März 1975 nach Aden im Jemen ausgeflogen. Im Oktober 1976 kehrte er unerkannt in die Bundesrepublik zurück, obwohl er steckbrieflich gesucht wurde, und wandte sich erneut der RAF zu.
Am 1. November 1978 erschoss er zusammen mit Adelheid Schulz zwei niederländische Zollbeamte bei einer Passkontrolle auf der Nieuwstraat in Kerkrade. Heißler und Schulz gaben dabei auf die schon verletzten Beamten aus nächster Nähe tödliche Schüsse ab. Michael Rutschky berichtet, es sei erwiesen, dass Heißler einen der Beamten, als dieser schon schwerverletzt an seinem Dienstwagen auf dem Boden lag, durch Genickschuss tötete. Zwei weitere Zöllner wurden schwer verletzt.
Bei seiner Festnahme am 9. Juni 1979 in Frankfurt am Main wurde Rolf Heißler durch einen Kopfschuss schwer verletzt. Gefunden wurde er mittels Rasterfahndung.

### Verurteilung und Entlassung
Am 10. November 1982 wurde er wegen der Ermordung der niederländischen Zollbeamten zu einer lebenslangen Freiheitsstrafe verurteilt.
Am 25. Oktober 2001 wurde Rolf Heißler auf Beschluss des Oberlandesgerichts Düsseldorf auf Bewährung aus der JVA Frankenthal entlassen.
In einer Ausstellung 2007 wurden Gegenstände Heißlers aus der Haftzeit präsentiert. Heißler sagte damals im Rahmen der Ausstellung, er bereue nichts und stehe zu dem, was er mehrfach den „bewaffneten Kampf“ nannte. Am 7. September 2007 behauptete Peter-Jürgen Boock gegenüber Journalisten, dass Heißler zusammen mit Stefan Wisniewski die tödlichen Schüsse auf den Arbeitgeberpräsidenten Hanns Martin Schleyer am 18. Oktober 1977 abgegeben habe. Die Bundesanwaltschaft erklärte am 20. Oktober 2013, sie habe die Ermittlungen gegen Heißler wegen der Ermordung Schleyers eingestellt, da sie nicht habe beweisen können, dass Heißler den Arbeitgeberpräsidenten eigenhändig ermordete. Heißler lebte zuletzt in Frankfurt am Main und starb am 18. Mai 2023 in einem Offenbacher Krankenhaus.

## Film
- Film: die letzten 6 gefangenen aus der RAF müssen raus! 1999, von Margit Czenki[13]